# Coniolachnus aculeatus
Coniolachnus aculeatus là một loài bọ cánh cứng trong họ Cerambycidae.